# Eugenio Espejo (Corredor Ecovía)
Hospital Eugenio Espejo es la vigésimo tercera parada correspondiente al sistema integrado de transporte Ecovía, inaugurada en el año 2001, ubicada en la Avenida Gran Colombia y Piedrahíta frente al Hospital de Especialidades Eugenio Espejo y la Maternidad Isidro Ayora, es una parada sumamente importante que antes de agosto del 2010 únicamente operaba en sentido sur/norte, siendo el único caso en todo el corredor Ecovia, su contraparte era la parada El Belén que se ubicaba en la avenida 6 de Diciembre y Sodiro, esta en agosto de 2010 fue cerrada definitivamente por la dificultad que los articulados tienen para girar en la calle Sodiro, haciendo que esta parada sea de doble sentido.
Toma su nombre en honor al prócer de la independencia Eugenio Espejo cuya iconografía representa el rostro del ilustre personaje, esta parada es muy afluente y es el último punto de conexión en sentido sur norte con el corredor sur oriental, cerca del andén destacan lugares de mucha importancia como los son el propio Hospital Eugenio Espejo, la maternidad Isidro Ayora y la Asamblea Constuyente y algunas notarias.